# Schlacht bei Orscha (1514)
Die Schlacht bei Orscha ereignete sich am 8. September 1514 nahe der Stadt Orscha im heutigen Weißrussland im Zuge des Russisch-Litauischen Krieges 1512–1522. Die Streitkräfte des Großfürstentums Litauen, durch die Polnisch-Litauische Union mit dem Königreich Polen verbündet, besiegten unter dem Kommando des Großhetmans von Litauen, Fürst Konstantin Iwanowitsch Ostroschski das Heer des Großfürstentums Moskau unter der Führung des Stallmeisters Iwan Tscheljadnin.
Den Litauern und Polen gelang die Einnahme des russischen Lagers sowie die Gefangennahme vieler russischer Würdenträger und Kommandanten. Trotz des taktischen Sieges blieb die strategische Bedeutung der Schlacht gering, da das Ziel des polnisch-litauischen Feldzugs, die Rückeroberung des einen Monat zuvor an Moskau verloren gegangenen Smolensk, nicht erreicht werden konnte.
Im Zuge des polnisch-litauischen Sieges verließ jedoch Kaiser Maximilian I. einseitig die gegen das Königreich Polen gerichtete deutsch-russische Allianz.

## Hintergrund

Litauens Expansion nach Südosten im 14. Jahrhundert

Zwischen dem Großfürstentum Litauen und dem Großfürstentum Moskau gab es bereits seit langer Zeit eine ausgeprägte Rivalität, die in zahlreichen Konflikten mündete, die als Russisch-Litauische Kriege bekannt sind. Beide Staaten beanspruchten für sich das Erbe der Kiewer Rus und waren mit dem „Sammeln der russischen Erde“ beschäftigt. Litauen hatte zuvor aus der Verwüstung der Rus durch die Mongolen einen Vorteil gezogen und nach und nach den Westen der ehemaligen Rus unter seine Herrschaft gebracht (siehe Schlacht am Irpen). In der Folge bestand der Großteil seiner Einwohner aus orthodoxen Ostslawen, die jedoch von einer zunächst heidnischen baltischen Elite beherrscht wurden, welche bald zum polnischen Katholizismus übertrat. Im freien Teil der Rus erfolgte hingegen eine Konsolidierung rund um das Großfürstentum Moskau, dessen herrschende Rurikiden-Dynastie bald auch russische (ostslawische) Gebiete im Großfürstentum Litauen zurück beanspruchte.
In den vorausgegangenen drei Kriegen zeichnete sich ein Übergewicht Moskaus ab, das sich von der Oberherrschaft der Goldenen Horde befreit hatte. Durch die Niederlage in der Schlacht an der Wedroscha 1503 verlor Litauen de facto ein Drittel seines Staatsgebiets an den Moskauer Großfürsten Iwan III. Die orthodoxen Feudalherren östlich des Dnepr begannen bereits zuvor wegen ihrer Benachteiligung gegenüber den Katholiken und im Besonderen seit der litauischen Niederlage an der Wedroscha massenhaft mit ihren Ländereien überzulaufen und dem Moskauer Großfürsten den Treueeid zu leisten.

## Auseinandersetzungen im Vorfeld der Schlacht

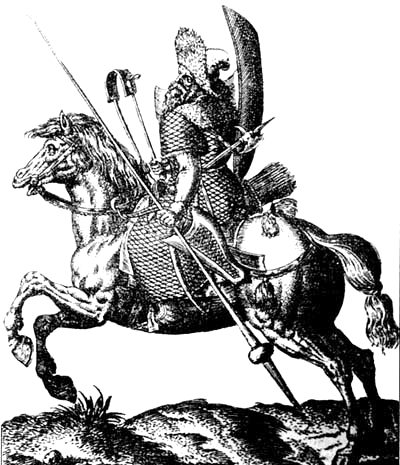
Ein russischer Reiter in der Mitte des 16. Jahrhunderts, zeitgenössischer Stich

Gegen Ende des Jahres 1512 begann ein neuer Krieg zwischen Moskau und Litauen. Unmittelbarer Anlass war die Verhaftung der russischstämmigen litauischen Großfürstin Helena von Moskau in Vilnius, die als Schutzherrin der Orthodoxen in Litauen auftrat und eine Schwester von Wassili III. war. Ein zweiter Grund war der neue Vertrag zwischen Litauen und dem Krimkhanat, nach dem Litauen die Krimtataren für Überfälle auf den Moskauer Staat bezahlte.
Die Festung Smolensk bildete nach ihrer Eroberung vor rund 100 Jahren den wichtigsten östlichen Vorposten der Jagiellonen. Sie wehrte erste russische Belagerungen zu Beginn der Auseinandersetzungen 1512 und 1513 erfolgreich ab. 1514 ließ Großfürst Wassili III. ein 42.000 Mann starkes Invasionsheer mit bis zu 300 Kanonen unter der Führung der Fürsten Glinski und Schtschenja gegen Smolensk in Marsch setzen. Die Russen begannen am 17. März mit der Belagerung der Stadt, während das Smolensker Umland durch Streifzüge der Nowgoroder Statthalter Schujski und Morosow gebrandschatzt wurde. Großfürst Wassili erschien persönlich im Juli vor Smolensk und ließ die Festung am 29. Juli durch seine Artillerie beschießen.
Am 30. Juli 1514 fiel Smolensk schließlich durch den Verrat des Garnisonskommandeurs Juri Solohub. Knjas Glinski, ein abgefallener Vasall des polnisch-litauischen Königs mit guten Kontakten nach Litauen, überzeugte Solohub von der Notwendigkeit der Kapitulation. Für den Fall eines militärischen oder diplomatischen Erfolgs bei Smolensk aufgrund Glinskis Initiative versprach ihm der Moskauer Großfürst, sein Handeln mit der Herrschaft über Stadt und Umland in Form eines russischen Erblehens zu entgelten. Einen Tag später hielt der russische Großfürst feierlich Einzug in die eingenommene Stadt und ließ umgehend den einheimischen Adel ins Innere des Moskauer Staates umsiedeln, während auf ihren Ländereien Moskauer Edelleute angesiedelt wurden.

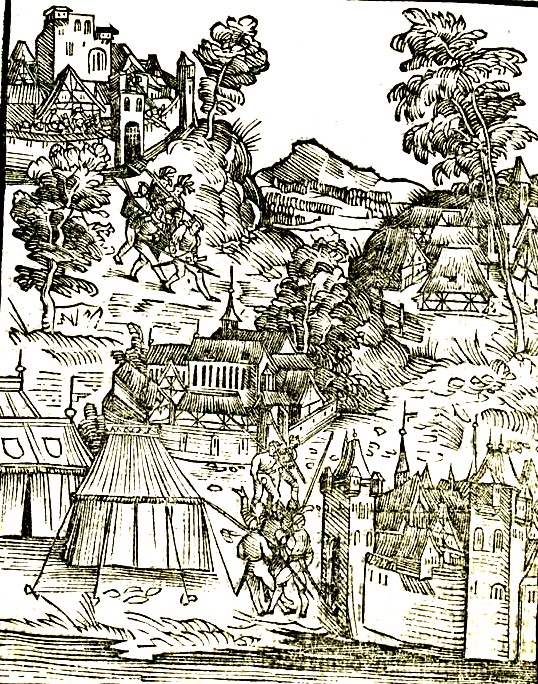
Eine Darstellung des Moskowitisch-Litauischen Kriegs aus dem Werk Jacob Pisos: Die Schlacht von dem Kunig von Poln und mit dem Moscowiter, 1514

Das Großfürstentum Moskau errang durch die Einnahme der Stadt eine Schlüsselposition am Oberlauf des Dnepr. Die Nachricht über die Niederlage der Polen und Litauer verbreitete sich über ganz Europa. Durch diesen Sieg ermutigt, sandte Großfürst Wassili III. Anfang August mehrere getrennt voneinander operierende Truppenverbände ins Grenzgebiet des Großfürstentums Litauen und zur Einnahme der Städte Krytschau, Mstsislaw und Dubrouna. Ihre Gesamtstärke wird von manchen russischen Forschern auf maximal 12.000 Mann geschätzt. Ältere Quellen, die sich auf glorifizierende Siegesschriften des polnischen Königs an den Papst berufen, sprechen von einem Invasionsheer von 80.000 Mann.
Währenddessen sammelte der polnische König und litauische Großfürst Sigismund seine Truppen für die Rückeroberung von Smolensk unter dem Kommando von Fürst Konstantin Iwanowitsch Ostroschski. Die litauische Armee wird von russischen Historikern auf 7.000 Mann geschätzt. Auf der polnischen Seite ignorierte ein Großteil der Szlachta zunächst die Mobilmachung, nur mit Mühe und Not konnten nach russischen Quellen bis August 9.000 Mann in Minsk zusammengestellt werden. Nach polnischen Quellen betrug die Gesamtheeresstärke der polnisch-litauischen Allianz bis zu 35.000 Mann. In beiden Armeen wurden auch Söldner aus Westeuropa eingesetzt. Sigismund besaß eine gut ausgebildete und schwer gerüstete Kavallerie nebst einer Militäringenieureinheit und Artillerie. König Sigismund stieß mit seinem Heer bis Baryssau vor. Er blieb in der Stadt und ergänzte die Garnison mit bis zu 4.000 Mann. Das restliche Heer zog unter dem Kommando des Fürsten Ostroschski Richtung Orscha, wo am 27. August bereits erste Scharmützel an den Übergängen der Flüsse Bjaresina und Drut stattfanden. Die Gesamtstärke des polnisch-litauischen Heeres bei Orscha kam somit nach russischen Quellen ebenfalls auf etwa 12.000 Mann.

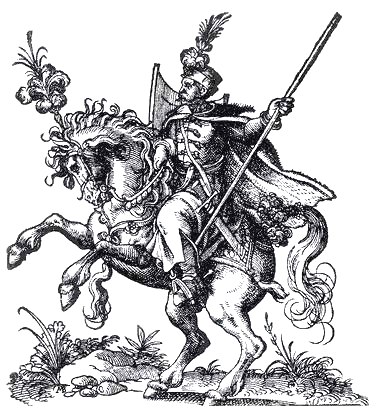
Polnischer Husarenreiter aus der ersten Hälfte des 16. Jahrhunderts

Die Truppen des Moskauer Großfürsten rückten nach der vorherigen Sicherung der eroberten Städte (Smolensk, Mstsislaw, Krytschau, Dubrouna etc.) unter der Führung des Konjuschis Iwan Tscheljadnin mit bis zu 12.000 Mann (nach anderen Quellen bis zu 80.000 Mann inkl. Tross) in die Gegend um Wizebsk zwischen Orscha und Dubrouna am Fluss Kropiwna vor, wo sie ihr Lager aufschlugen. Laut Weisung des Großfürsten sollten sie vorerst nur die Bewegungen der feindlichen Truppen observieren, was allerdings aufgrund von Meinungsverschiedenheiten zwischen den Kommandeuren Tscheljadnin und Knjas Bulgakow-Goliza völlig missachtet wurde. Tscheljadnin vertrat die Ansicht, die polnisch-litauischen Truppen müssten zumindest eine der zwei Brücken über den Dnepr überqueren, um ihn zu stellen. Folglich teilte er seine Streitkräfte, um jene Übergänge zu sichern. Jedoch setzte die Armee des Großhetmans einige Kilometer nördlich der erwähnten Brücken in der Nacht vom 7. zum 8. September, ca. fünf Kilometer östlich von Orscha, mit zwei Pontonbrücken sowie einer Furt gegenüber dem Dorf Paschino auf das südliche Ufer über, was von sporadischen Verhandlungen mit der russischen Seite getarnt wurde.
Der polnische Teil der verbündeten Streitmacht setzte sich aus Infanterie, leichter und schwerer Kavallerie sowie Artillerie zusammen und wurde von den Hetmanen Świerczowski und Sampoliński befehligt. Das Kommando über die 12.000 Mann der litauisch-ruthenischen Reiter unterstanden teils dem Kiewer Wojewoden Radziwiłł, teils direkt dem Oberkommandeur Ostroschski.

## Aufstellung zur Schlacht

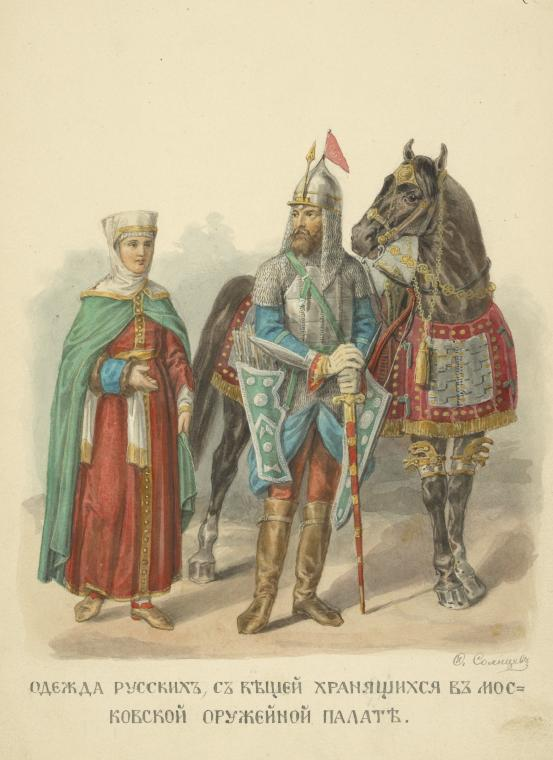
Ein Angehöriger der russischen Adelskavallerie (поместная конница), Zeichnung auf der Basis der Rüstungen in der Rüstkammer des Moskauer Kremls

Um neun Uhr morgens stand das gesamte Heer in einer Flussschlinge und war somit von drei Seiten vom Wasser umgeben. Seine Aufstellung folgte der sogenannten altpolnischen Tradition, die zum Ziel hatte, die gegnerische Hauptstreitmacht im Zentrum ihrer Linien zu binden, um sie anschließend mit Hilfe der an den Flanken stationierten schweren polnischen Kavallerie zu zerschlagen.
Das Zentrum der polnisch-litauischen Formation bildete in vorderster Linie das Fußvolk inklusive eines Teils der Artillerie. Die Infanterieformation mit der Artillerie stand mittig zwischen Reiterkontingenten polnischer Kavallerie unter Sampoliński an ihrer linken Flanke, während an ihrer rechten in gleicher Mannstärke die Litauer und Ruthenen unter Ostroschski standen. Am linken Flügel, etwas hinter Sampoliński, stand Świerczowski mit seiner schweren polnischen Kavallerie, während sich hinter Ostroschski das Heer des Radziwiłł befand. Beide Flügel wurden jeweils durch eine Kavalleriereserve aus leichter polnischer und litauischer Kavallerie zusätzlich gestärkt. Die übrige Infanterie verbarg sich mit dem größten Teil der Artillerie im Bereich eines Hohlwegs in waldiger Gegend. Es hat den Anschein, dass Ostroschski mit einem massiven Vorstoß der russischen Truppen in diesen Bereich rechnete und frühzeitig Gegenmaßnahmen traf.
Die Moskowitische Armee, bestehend aus fünf Regimentern (Polks), wurde in einer traditionellen Schlachtformation aufgestellt. In der Mitte das Große Polk unter der Führung Tscheljadnins. Vor ihm stellte sich in einer breiten Formation das Regiment des Wojewoden Rostowski auf. Auf der rechten Seite stand ein Polk des Knjas Bulgakow-Galitzin, auf der linken das Regiment unter Knjas Obolenski. Die Reserve stand in den hinteren Reihen unter der Führung des Wojewoden Tscheljadin-Dawydow.

## Schlachtverlauf

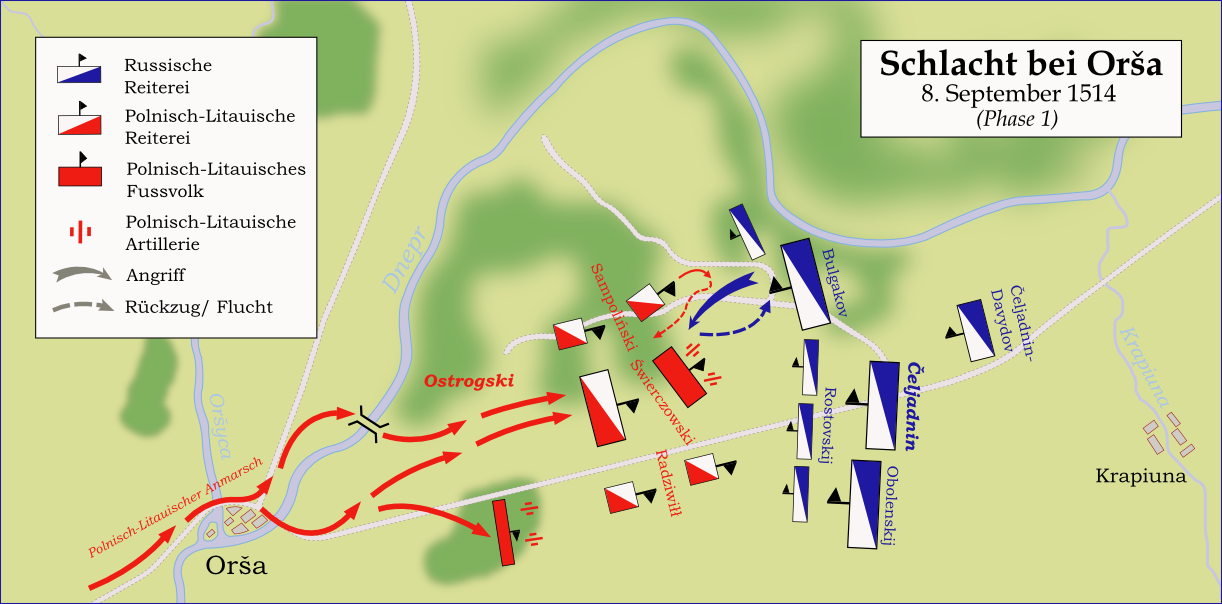
Phase 1

Am 8. September 1514, um die Mittagszeit, erteilte Tscheljadnin den Befehl zum Angriff. Bulgakow-Goliza griff mit seinem Regiment vom rechten Flügel als erster an und versuchte den Feind an seiner polnischen linken Flanke zu umfassen. Ihm stellte sich, ohne Ostroschskis Angriffsbefehl abzuwarten, Sampoliński mit seinen Reitern entgegen. Er wurde durch die überlegene Angriffswucht des Gegners überrascht, sodass er sich auf seine Ausgangsposition zurückzog. Unter den Verlusten der Polen befanden sich Vertreter alter Adelsgeschlechter wie Zborowski und Slupecki. Unterstützt von der leichten Kavallerie des Jan Amor Tarnowski versuchte Sampoliński zwei Mal erfolglos einen Gegenangriff. Erst die schwere Kavallerie von Świerczowski zerstreute das gegnerische Regiment völlig. Die Kernstreitmacht des Polks warf sie zurück, den Rest drängte sie Richtung des Dnepr ab. Derart in die Zange genommen, erhielt Bulgakow-Goliza keinerlei Entlastung durch die anderen russischen Truppenteile. Laut dem Chronisten Herberstein lag die Ursache für das Ausbleiben von Unterstützung in einer persönlichen Fehde zwischen Bulgakow-Goliza und dem Oberbefehlshaber Tscheljadnin. Derartige Fehden, die sich um die Rangordnung und Ehre der Geschlechter drehten, behinderten die russische Kriegsführung lange Zeit bis ins 17. Jahrhundert hinein.

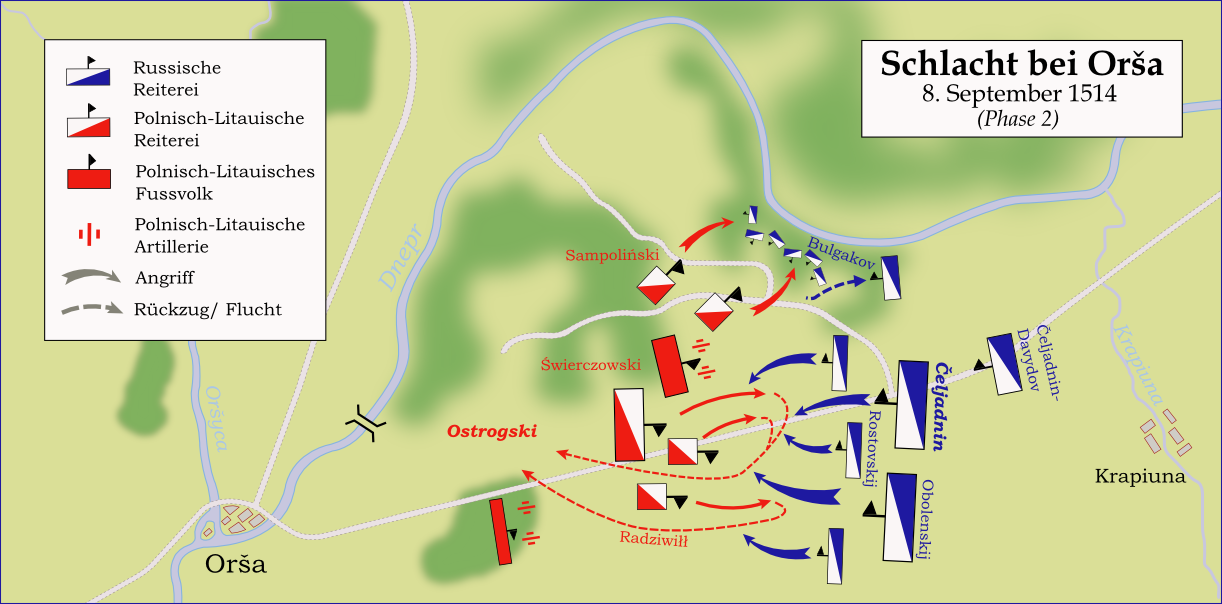
Phase 2

Gleichzeitig griff das „Regiment zur linken Hand“ des Fürsten Pronski die rechte litauisch-ruthenische Flanke unter Ostroschski an. Tscheljadnin entschied, seine Offensive durch einen Teil seines Polks und das „vordere Regiment“ von Temka-Rostowski zu verstärken. Ostroschski befahl seinen Truppen den geordneten Rückzug in Richtung des Hohlwegs, wo ein Teil der polnisch-litauischen Infanterie und fast die gesamte Artillerie aufgestellt waren. Die Kriegslist gelang dem ruthenischen Fürsten. Die russische Kavallerie verkannte die Lage und folgte Ostroschskis Truppen in den engen Hohlweg in Richtung des Dnepr. Die nachstoßenden Russen gerieten hier unter schweren Beschuss aus Handbüchsen und Falkonetten. Eine Artilleriekugel tötete den Wojewoden Temka-Rostowski, ebenso kam Knjas Obolenski ums Leben und das russische Heer, bestehend aus zwei Polks mitsamt der Reserven, wurde im dichten Schlachtengedränge stark dezimiert.

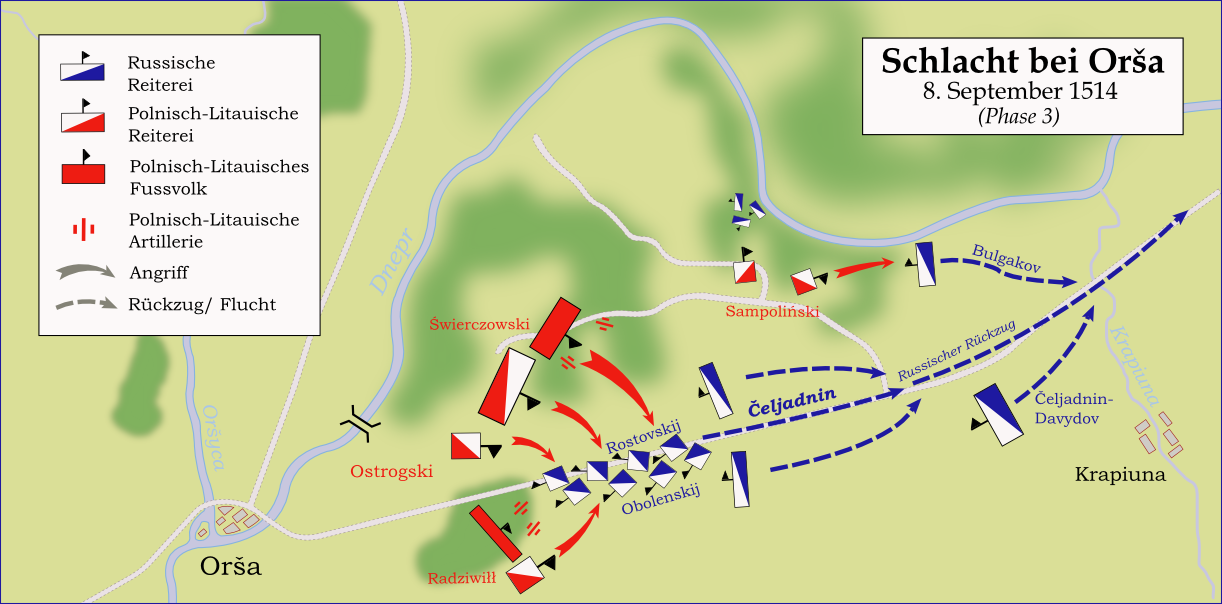
Phase 3

Die Vernichtung der Regimenter Rostowski und Obolenski leitete den Untergang der russischen Armee ein. Ostroschski ging zum Generalangriff über und stellte seine Truppen mit der Reserve dem Großen Polk Tscheljadnins entgegen. Im Zentrum erlitten die Russen in der Folge schwere Verluste. Tscheljadnin konnte nur mit Mühe die hintere Reserve Dawydows erreichen, wohin alsbald auch die schwere polnische Kavallerie Świerczowskis und die Einheiten Radziwiłłs vordrangen und die russischen Streitkräfte zerschlugen.
Polnische und litauische Kavallerie verfolgte die sich ungeordnet zurückziehenden Russen bis zum Fluss Krapiuna (Kropiwna), vier Kilometer vom Schlachtort entfernt, wo viele der Flüchtenden ertranken. Gegen Abend (ca. 18 Uhr) waren die Kampfhandlungen weitgehend beendet, allerdings dauerte die Verfolgung zersprengter russischer Einheiten noch bis Mitternacht.

## Verluste
Der polnisch-litauische König Sigismund I. suchte politischen Nutzen mit Mitteln einer europaweiten Propaganda aus dem Sieg seines Heerführers Ostroschski zu ziehen. In seinen Briefen an den Hochmeister des Deutschen Ordens schrieb er, dass sich die Verluste der Russen auf ca. 30.000 Mann beliefen, während ihre Gesamtstärke ca. 80.000 Mann betragen haben soll. In seiner Siegesschrift an den römischen Papst behauptete er, dass unter den russischen Verlusten 16.000 Mann tot waren und 14.000 in Gefangenschaft. Sigismund legte nach, indem er die Russen als Nicht-Christen und Asiaten bezeichnete, die im Bund mit Türken und Tataren danach trachteten, das Christentum zu zerstören.
Auf diese Schriften berufen sich unkritisch auch zahlreiche polnische Quellen des 19. und teilweise 20. Jahrhunderts. Manche russische Quellen, die sich mit der Mobilisationsfähigkeit des Moskauer Staates zu dieser Zeit beschäftigen, reduzieren die mögliche Armeestärke der Russen und dementsprechend auch die möglichen Verluste deutlich, während sie die Zahlen für die Schlacht an der Wedroscha (maximal bis zu 40.000 Mann) angeben. Auch der polnische Historiker Tomasz Bohun bezeichnet die Zahlen von König Sigismund als nicht vertrauenswürdig. Laut polnisch-litauischen Dokumenten werden nur 611 Gefangene der russischen Aristokratie namentlich erwähnt.
Nichtsdestotrotz war diese Niederlage für die Russen sehr empfindlich. Zahlreiche oberste Heerführer gerieten in Gefangenschaft, darunter Iwan Tscheljadnin, Michail Bulgakow-Goliza, Iwan Pronski. Die Woiwoden Temka-Rostowski und Andrei Obolenski wurden getötet.

## Folgen

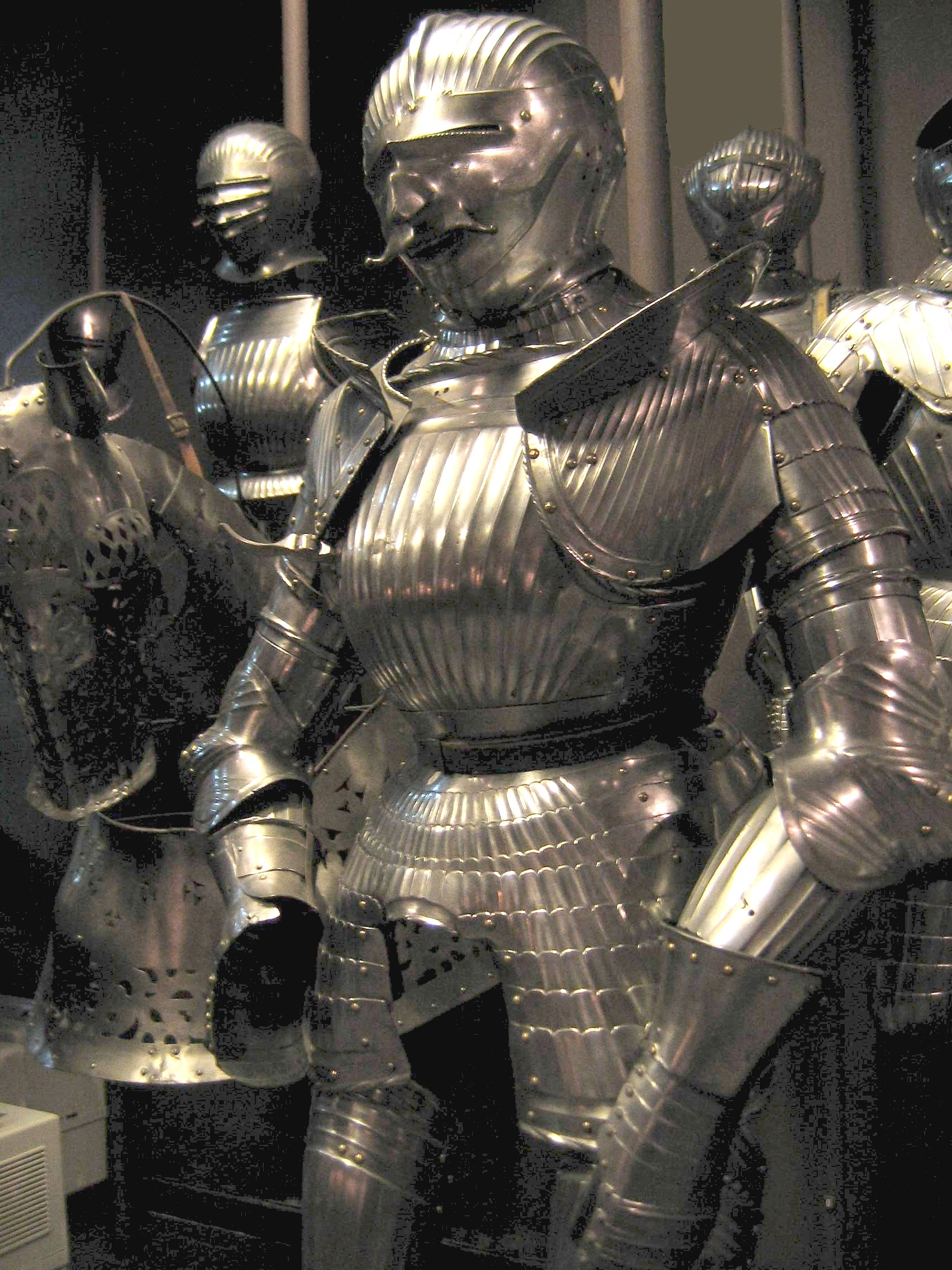
Harnisch der schweren Kavallerie aus der ersten Hälfte des 16. Jahrhunderts

Ostroschski setzte die Verfolgung der russischen Armee fort und eroberte die meisten der von dieser besetzten Festungen (Krytschau, Dubrouna, Mstsislaw) zurück, jedoch waren die polnisch-litauischen Kräfte zu erschöpft, um Smolensk noch vor dem Winter zu belagern. Denn Ostroschski erreichte die Tore von Smolensk erst gegen Ende September und nur mit etwa 6.000 Mann. Das späte Eintreffen der Alliierten verhinderte eine Rückeroberung von Smolensk, da Großfürst Wassili die Verteidigung der Festung direkt nach der Schlacht vorbereiten ließ. Eine Erhebung mit dem Ziel eines Abfalls der Smolensker Bevölkerung vom Moskauer Staat Richtung Polen-Litauen noch im selben Jahr 1514 wurde durch den russischen Statthalter, Fürst Wassili Schuiski, noch im Keim erstickt. Die Konspiranten hängte man an der Stadtmauer auf, den Anführer des Aufstands, den orthodoxen Bischof Varsonophius, inhaftierte man in Moskau. Eine Stürmung der Festung durch die Truppen Ostroschskis wehrte Schuiski erfolgreich ab. Da die Truppen Ostroschskis für eine dauerhafte Belagerung nicht ausreichten, zogen sie sich nach Litauen in die Winterquartiere zurück. Das ursprüngliche Ziel des litauisch-polnischen Feldzugs, die Wiedereinnahme von Smolensk, wurde somit verfehlt. Die strategische Bedeutung der Schlacht bei Orscha erwies sich als gering.
Dennoch marschierte Ostroschski, den man nach der Schlacht auch „Scipio Ruthenus“ rief, im Dezember 1514 triumphierend in Vilnius ein und wurde von Polen und Litauern als Held gefeiert. Um des Sieges zu gedenken, wurde ihm das Privileg erteilt, in Vilnius, der katholischen Hauptstadt des Großfürstentums, zwei orthodoxe Kirchen zu bauen; die Kirche der Heiligen Dreifaltigkeit und die Kirche des Heiligen Nikolaus, die zu den eindrucksvollsten Beispielen der orthodoxen Kirchenarchitektur in Litauen gehören.
Die Schlacht hatte für den Verlierer keine territorialen Konsequenzen, sie minderte allerdings das Ansehen des Moskauer Großfürsten als potenziellen Verbündeten und steigerte das Prestige des polnisch-litauischen Königtums. Im Anschluss an die Schlacht verließ der römisch-deutsche Kaiser Maximilian I. einseitig das deutsch-russische Bündnis, allerdings griff er bereits vor der Schlacht nicht wie abgesprochen das polnische Königreich an. Er hatte Angst, der polnische König würde mit seinem Schwager, dem ungarischen Magnaten Johann Zápolya, der im gleichen Jahr über den Bauernaufstand des György Dózsa obsiegte, ihre beiden siegreichen Heere gegen ihn, als Anstifter dieser Kriege, vereinen. Er bat den böhmisch-ungarischen König Vladislav II., den älteren Bruder des polnischen Königs Sigismund, eine Aussöhnung und Allianz mit Krakau zu vermitteln. Die militärische Niederlage der russischen Seite wird von Historikern Iwan Tscheljadnin und Fürst Bulgakow-Goliza zugeschrieben, da sie in ihrer Uneinigkeit nicht in der Lage waren, ihre Streitmacht gemeinsam erfolgreich zu koordinieren. Sie kam für den Moskauer Staat einer „Elitenkatastrophe“ gleich, zudem wurde durch Schwächung der Offensivkraft der russischen Westexpansion gegen Litauen bis etwa 1563 Grenzen gesetzt. Die Schlacht bei Orscha konnte allerdings die entscheidenden strategisch-territorialen Resultate der vorhergehenden Schlacht an der Wedroscha des Jahres 1500 (Moskowitisch-Litauischer Krieg 1500–1503) nicht revidieren.
Der Krieg zwischen dem Großfürstentum Litauen und dem Großfürstentum Moskau setzte sich in einem Grenzkrieg aus gegenseitigen Raubzügen ohne eine Entscheidungsschlacht bis 1522 fort. Er endete im Vertrag von Moskau, der einen zunächst auf fünf Jahre begrenzten Waffenstillstand beiden Seiten auferlegte, zudem hatte Litauen auf Basis Uti possidetis auf bis zu ein Drittel seiner ruthenischen Gebiete einschließlich Smolensk zu verzichten.